# J.P. Holst
Jens Palle Christian Holst (26. juni 1795 – 22. juli 1886) var en dansk godsejer og politiker.
Han var født 26. juni 1795 nær ved Skanderborg, søn af daværende prokurator, senere herredsfoged, Christian Gerh. Marcus Christopher Holst (1767-1822) og Henrikke G. Cæcilie f. Gram (1772-1815), tog 1816 dansk-juridisk eksamen og blev samme år prøveprokurator i Bjerre Herred. 1820-23 var Holst konstitueret herredsfoged i Voer og Nim Herreder og 1820-57 prokurator i Horsens. 1829 købte han Nedenskov og Vilholt fæstegods og dannede sig heraf en større gård samt byggede 1846 Rodvigsballe. Holst var stænderdeputeret i Viborg i samlingerne 1844-48 og foreslog her konsumtionens ophævelse, søgte derimod 1848 forgæves valg til den grundlovgivende rigsforsamling, men var Landstingsmand 1850-55. Han tog her flere gange ordet for fæstes overgang til selveje, dog kun ad frivillig vej, men stemte 1854 imod mistillidsadressen, altså for ministeriet Ørsted, og blev derfor ikke genvalgt 1855. I årene 1861-82 var Holst medlem af byrådet i Horsens og i de første 7 år formand, ligesom han senere altid førte forsædet, når borgmester Christian von Jessen var fraværende ved Rigsdagen. Særlig virkede han for bygning af broen over Stensballe Sund. Holst, som 1828 var blevet overkrigskommissær og 1854 justitsråd, blev 1867 etatsråd. Han døde 22. juli 1886.
Holst ægtede 1829 enkefru Øllegaard von Bauditz, f. Svitzer (1790-1874).